# Beam Suntory
Beam Suntory, Inc. è una compagnia statunitense, sussidiaria di Suntory Beverage & Food Ltd, a sua volta parte del gruppo Suntory di Osaka, in Giappone. La sua sede centrale si trova a Chicago, in Illinois. È la terza produttrice mondiale di bevande distillate, dietro a Diageo e Pernod Ricard. Nel 2005 acquista 20 marchi della Allied Domecq, diventando così uno dei più grandi produttori di whiskey a livello internazionale.
I principali prodotti dell'azienda includono whisky bourbon, tequila, whisky scozzese, whisky irlandese, whisky canadese, vodka, cognac, rum e cocktail preconfezionati.

## Prodotti
I marchi prodotti dell'azienda includono:
- Bourbon whisky: Jim Beam, Maker's Mark, Old Grand-Dad, Old Crow, Baker's, Basil Hayden's, Booker's, Knob Creek
- Whisky di segale: Jim Beam Rye, Knob Creek Rye, Old Overholt, (rī) 1
- Blended American whisky: Kessler, Beam's Eight Star
- Scotch whisky: Single malt Scotch ( Laphroaig, Bowmore, Ardmore, Auchentoshan), Blended Scotch whisky (Teacher's Highland Cream)
- Whisky irlandese: whisky irlandese single malt (The Tyrconnell, Connemara), whisky irlandese single grain (Greenore), whisky irlandese blended ( Kilbeggan, whisky irlandese 2 Gingers)
- Whisky canadese: Alberta Premium, Canadian Club, Tangle Ridge, Windsor Canadian
- Whisky spagnolo: DYC whisky
- Whisky giapponese : Yamazaki, Hakushu, Hibiki, Chita, Toki.
- Tequila: Sauza, Hornitos de Sauza, El Tesoro de Don Felipe, Tres Generaciones
- Cognac: Courvoisier, Salignac
- Vodka: Pinnacle, VOX, Wolfschmidt, Gilbey's, Effen, Haku, Kamchatka
- Rum: Cruzan, Calico Jack, Ronrico
- Gin: Larios, Gilbey's, Calvert, Sipsmith, Roku
- Liquori: liquori Starbucks, Kamora, After Shock, Leroux, Castellana, Sourz
- Fusione borbonica-scozzese: Jim Beam Kentucky Dram[5]

Oltre ai marchi prodotti direttamente dalla società e dalle sue sussidiarie, Beam Suntory importa e commercializza alcuni marchi prodotti da terzi, come DeKuyper . Le strutture producono alcolici anche per marchi di proprietà di altre società, come il whisky miscelato Calvert Extra, di proprietà di Luxco.